# پاپلی
پاپلی یک فیلم مستند ۷۲ دقیقه ای به کارگردانی مهدی زمانپور کیاسری فراوردهٔ سال ۱۳۹۵ است. 
این مستند دربارهٔ دختری روستایی به نام زینب است که همهٔ برادران و خواهرانش ازدواج کرده اند ولی او که مسئولیت رسیدگی به پدر و مادر را بر دوش خود حس میکند به خواستگاران خود پاسخ منفی میدهد...

## راهیابی به جشنواره ها
- جشنواره کازان روسیه
- جشنواره داکسای کانادا
- جشنواره وزول فرانسه
- جشنواره سان لایت آلمان
- جشنواره تی آر تی ترکیه
- جشنواره مردم شناسي مسكو
- جشنواره مردم شناسي كازان
- جشنواره دوربان آفریقای جنوبی
- جشنواره سینما حقیقت
- جشنواره فیلم سلامت[۱]
- جشنواره رشد

## بن‌مایه
1. ↑  «مهدی زمانپور کیاسری». خبرگزاری مهر.